# Herdegen von Culm

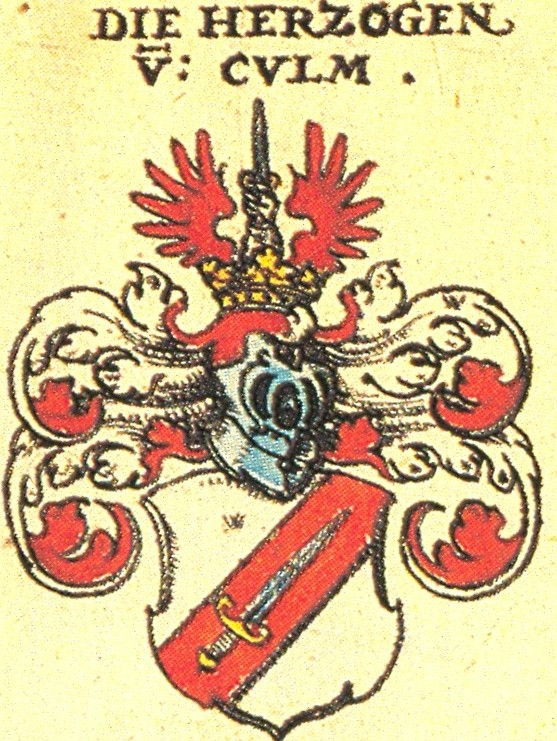
Wappen in Siebmachers Wappenbuch

Herdegen von Culm ist der Name eines fränkischen Ortsadelsgeschlechtes.
Die Herdegen von Culm haben ihren Namenszusatz wegen des Kulms angenommen, der heute auch Sophienberg heißt. Im Tausch mit Burggraf  Friedrich den Älteren erhielt Nikol von Herdegen 1512 den Kulm und erbaute bereits ein Jahr später darauf seine Burg. Der Burg ging ein Wartturm voraus. Die Burg wurde im Zweiten Markgrafenkrieg 1553 zerstört. Hans Wolf von Herdegen verkaufte 1614 das Rittergut an die Markgräfin Marie, die die Burg wiederherstellen ließ. Später entstand dort ein markgräfliches Prinzessinnenschloss. Die Herdegen von Culm waren auch auf der Ganerbenburg Rothenberg vertreten. Als Teil der reichsfreien Ritterschaften war die Familie im Ritterkanton Gebürg organisiert.
Das Wappen mit der Beschriftung „Herzogen von Culm“ zeigt in Siebmachers Wappenbuch einen roten Schräglinksbalken auf silbernem Grund, der mit einem Kurzschwert belegt ist. Die Helmdecken sind Rot und Silber. Die gekrönte Helmzier setzt sich zusammen aus einem offenen Flug und einem Armstumpf mit nach oben ausgestrecktem Schwert.